# Sex Is Not the Enemy
Sex Is Not the Enemy è il terzo singolo ad essere estratto dall'album del 2005 Bleed Like Me, quarto album dei Garbage.

## Video
Il video di Sex Is Not the Enemy è stato girato il 20 e il 21 aprile da Sophie Muller. Il primo giorno di riprese sono state girate in una stanza d'albergo e su Times Square a New York. Il secondo giorno la band filmò dal vivo il loro show a Washington.
Il video è stato mandato in onda per la prima volta nel Regno Unito il 16 maggio e negli USA il 4 luglio 2005, mentre si poteva già vedere, dai primi di maggio, in streaming sul sito web dei Garbage.

## Tracce

### Commerciali
UK 7" A&E Records 50504679212-7 / WEA391
1. "Sex Is Not the Enemy" - 3:06
2. "Never Be Free" - 4:28

- UK CDs A&E Records 5050467921429 / WEA391CD[2]

1. "Sex Is Not the Enemy" - 3:06
2. "Honeybee" - 4:02

- UK DVDs A&E Records 5050467922129 / WEA391DVD[3]

1. "Sex Is Not the Enemy" - 3:06
2. "Sex Is Not the Enemy video" - 3:06
3. "Making of Sex Is Not the Enemy video" - 5:05

### Tracce non commerciali
- UK promo CD A&E Records PRO15444[4]

1. "Sex Is Not the Enemy" - 3:06

- UK promo CD-R Warner Bros.[5]

1. "Sex Is Not the Enemy (Ils Vocal remix)" - 5:49
2. "Sex Is Not the Enemy (Ils Dub remix)" - 5:49
3. "Sex Is Not The Enemy (Devils Gun remix)" - 6:15

## Classifiche
| Classifica (2005)                                             | Posizione |
| ------------------------------------------------------------- | --------- |
| European Hot 100 (Billboard/Music & Media)                    | 78        |
| United Kingdom Singles Chart (The Official Charts Company)    | 24        |
| United Kingdom Physical Singles (The Official Charts Company) | 21        |
| United Kingdom Scottish Singles (The Official Charts Company) | 22        |